# Miliquio

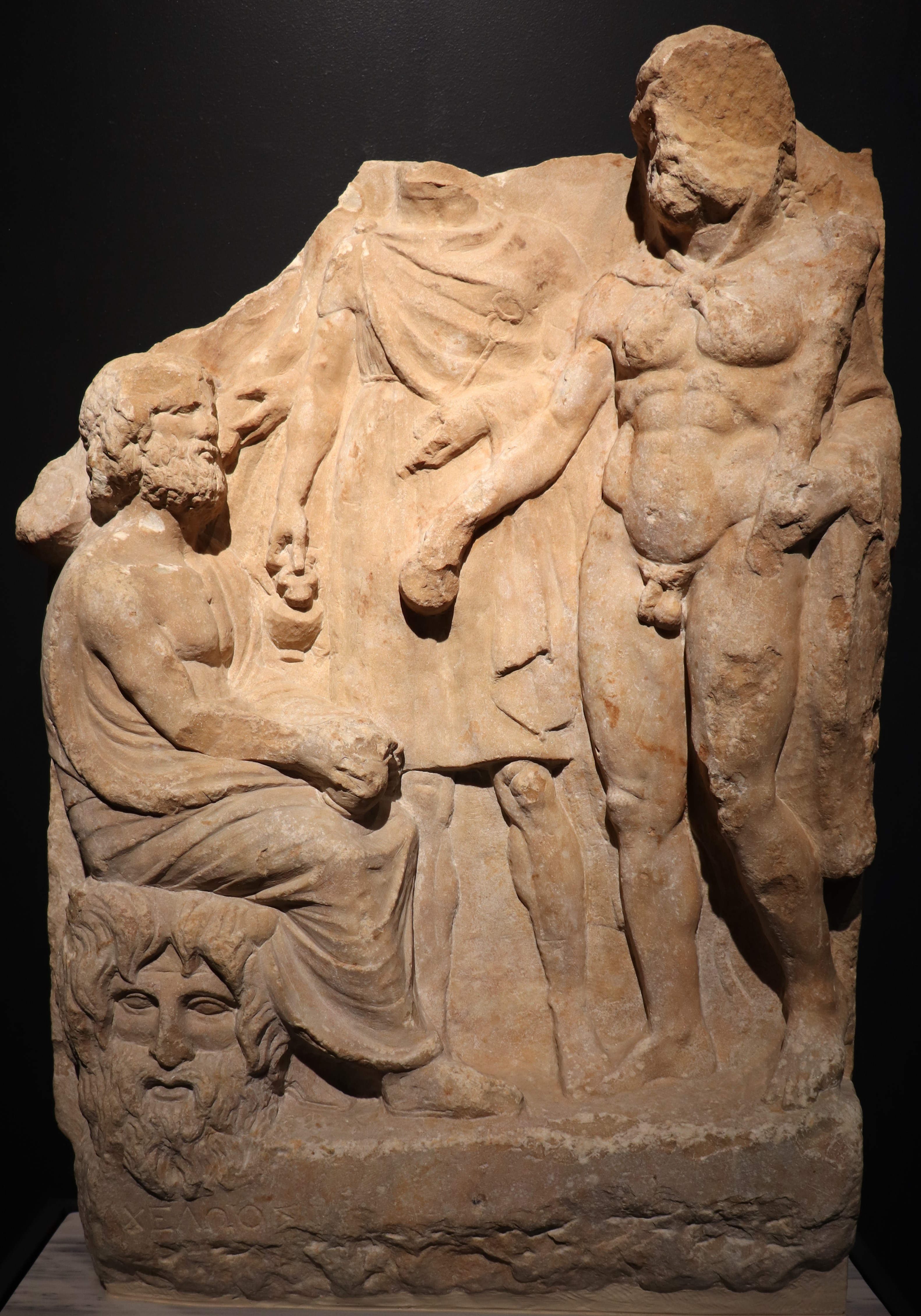
Escultura de Zeus Miliquio

Miliquio (en griego antiguo μειλίχιος, ‘que puede ser apaciguado’ o ‘el amable’) es el epíteto de varias divinidades:
1. De Zeus, como protector de quienes le honraban con sacrificios apaciguadores. En Atenas se le ofrecían pasteles cada año en la festividad de la Diasia.[1] Se erigieron altares a Zeus Miliquio en el Cefiso,[2] en Sición[3] y en Argos.[4]
2. De Dioniso en la isla de Naxos.[5]
3. De Tique o Fortuna.[6]

El plural θεοὶ μειλίχιοι también se aplicaba a ciertas divinidades a las que los mortales solían apaciguar con sacrificios nocturnos, para que apartaran todo el mal, como por ejemplo en Mionia, en el país de los locrios ozolios.

## Zoología
- Meilichius es un género de insectos coleópteros.